# ورزشگاه دایکین پارک

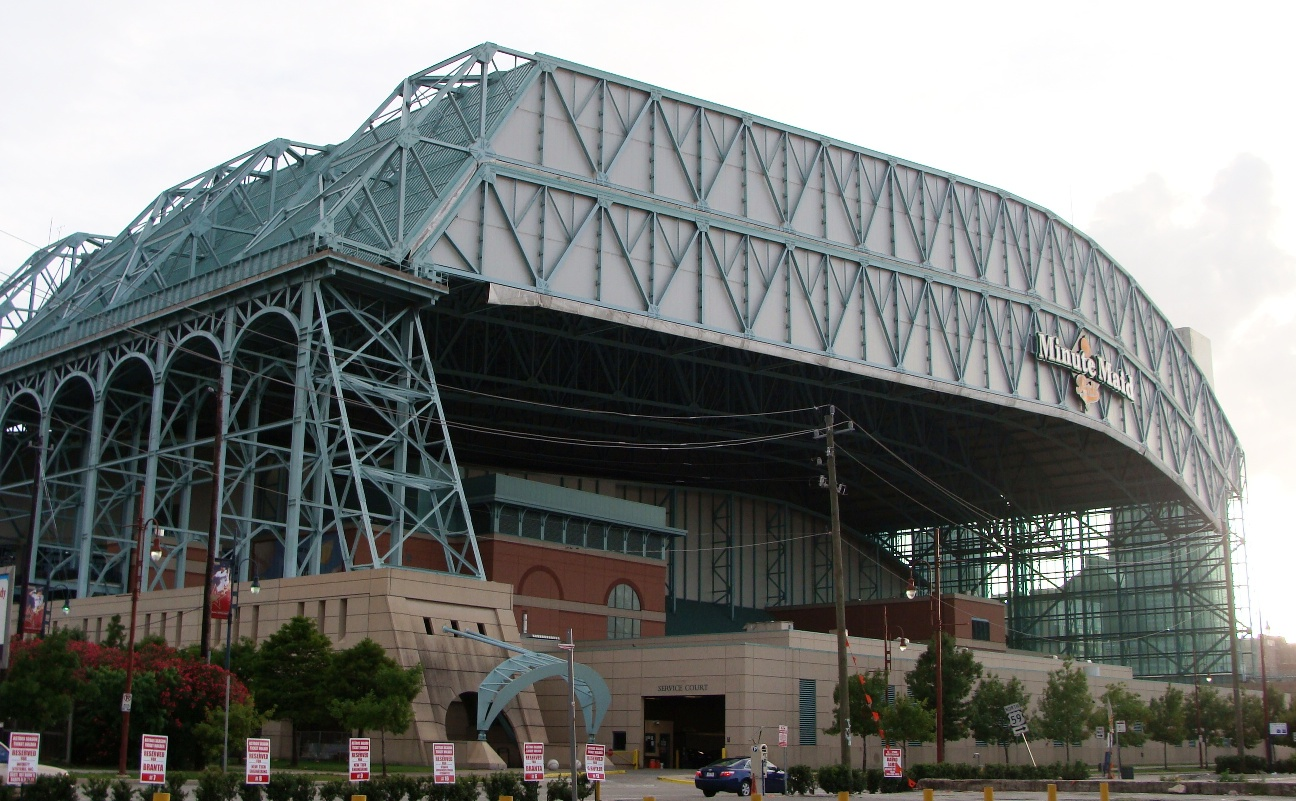

مینت مید پارک (به انگلیسی: Minute Maid Park)تأسیس سال ۲۰۰۰، نام استادیوم سرپوشیدهٔ ورزشی بزرگی در هیوستون در تگزاس است.
این ورزشگاه که برای بازیهای بیسبال استفاده می‌شود، قابلیت روباز شدن را نیز دارد، و ۴۲۰۰۰ نفر ظرفیت دارد، و خانه تیم بیسبال هیوستون استروز است.
حامی مالی این ورزشگاه شرکت نوشیدنی مینت مید است.

## نگارخانه

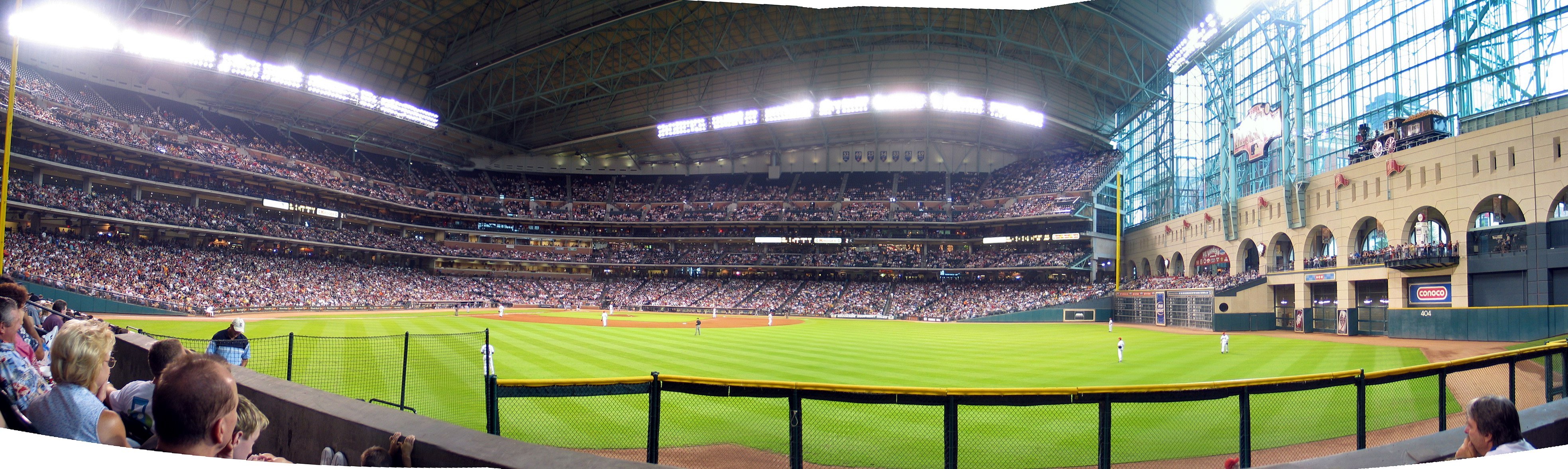
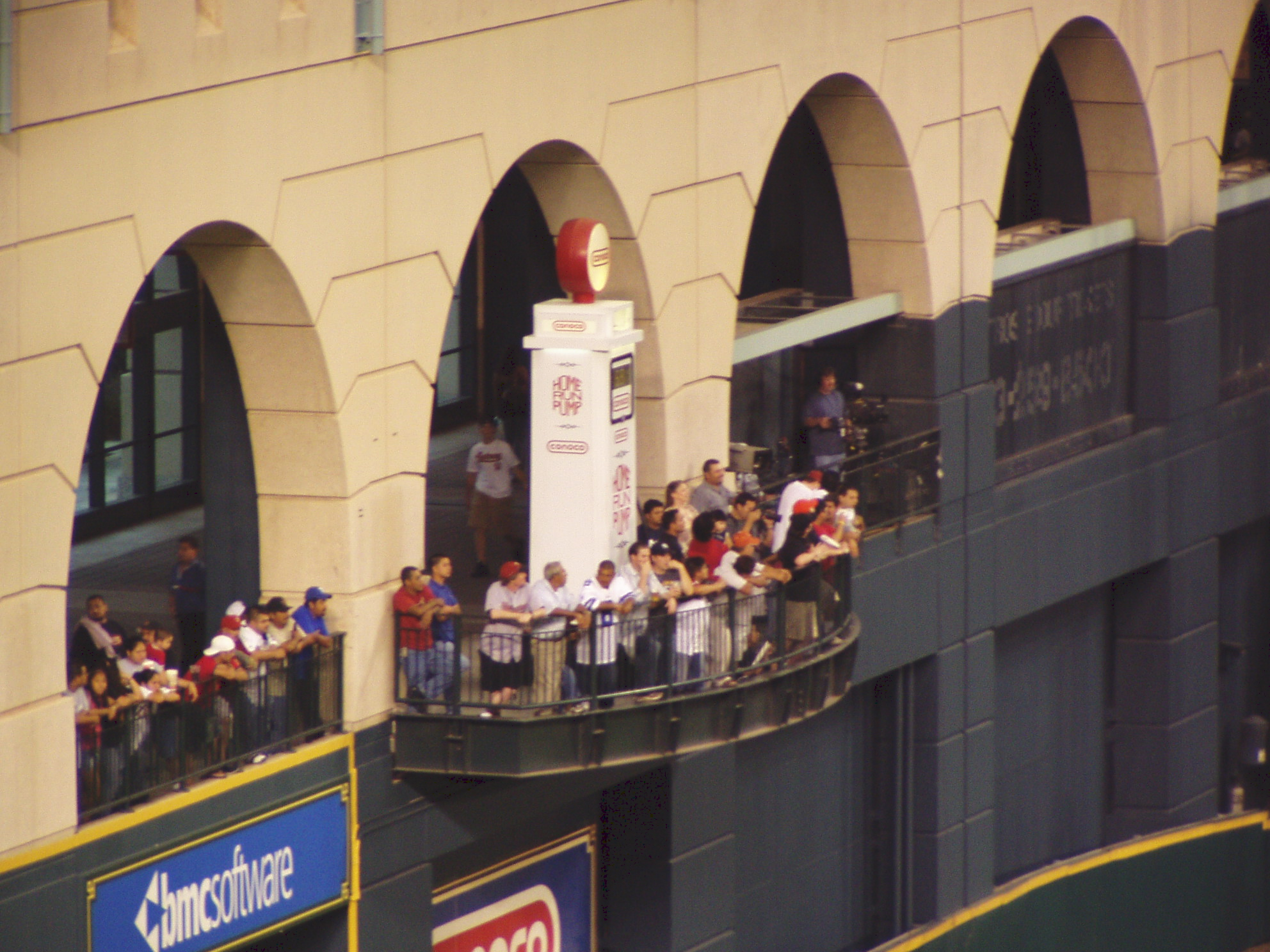
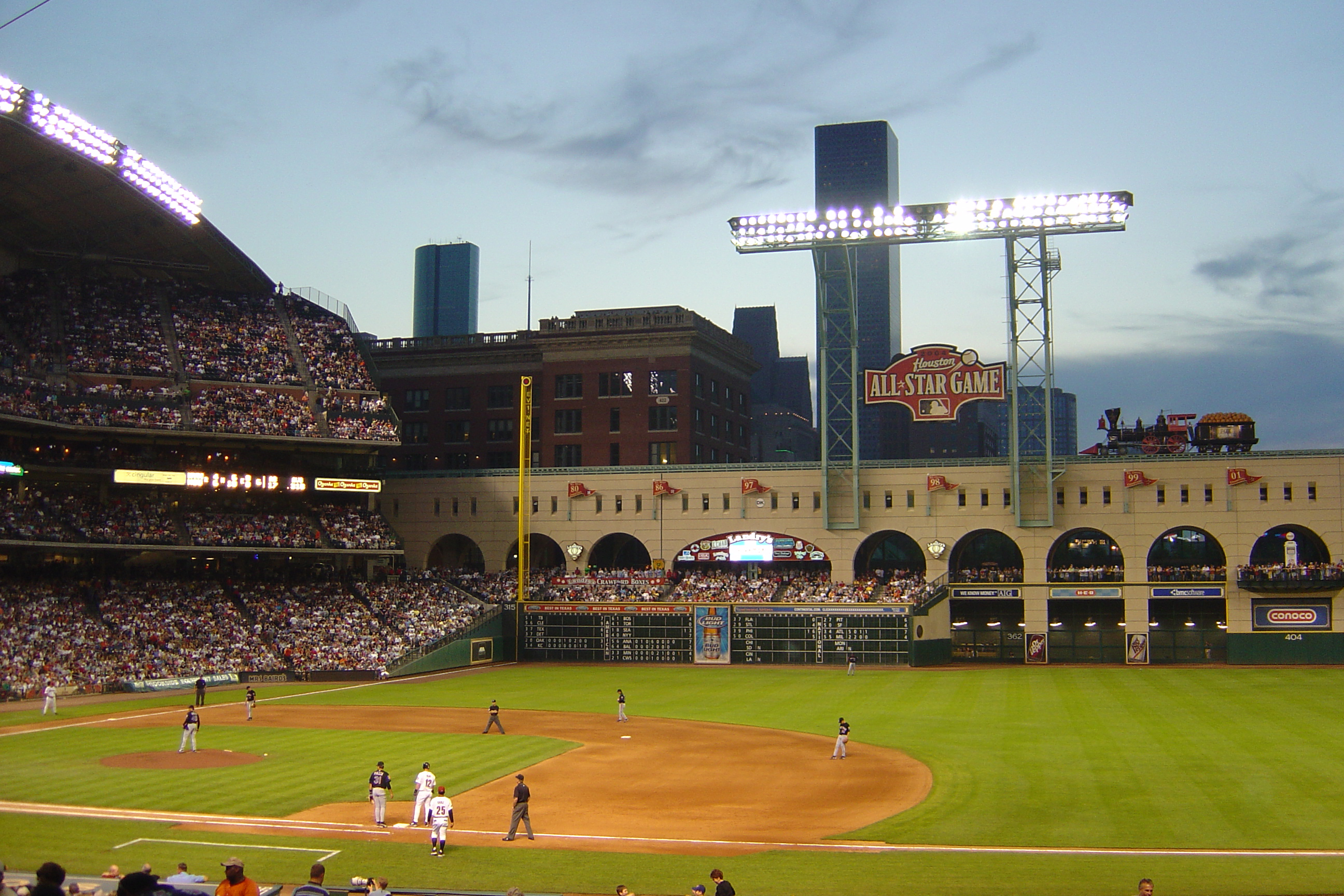
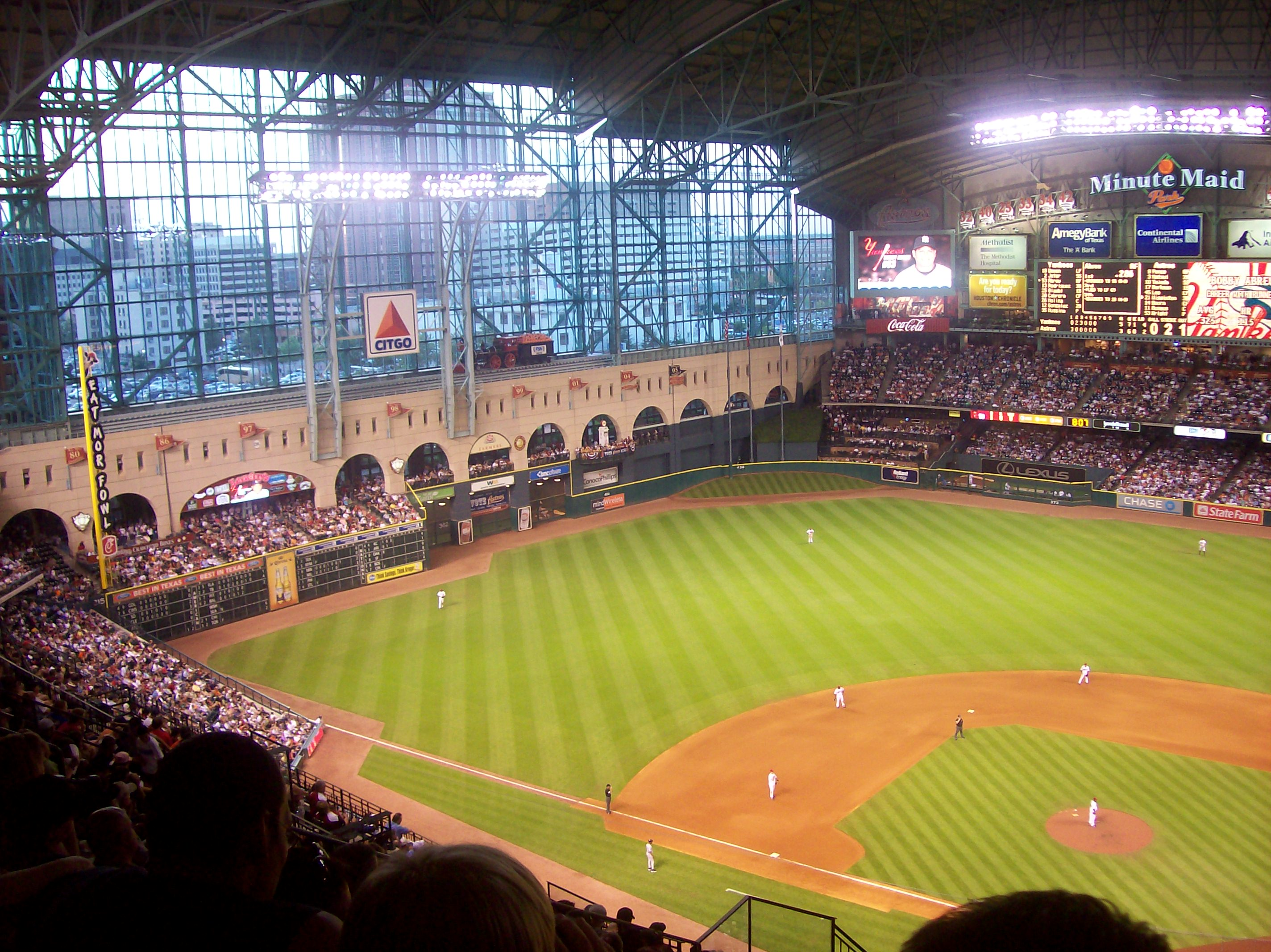
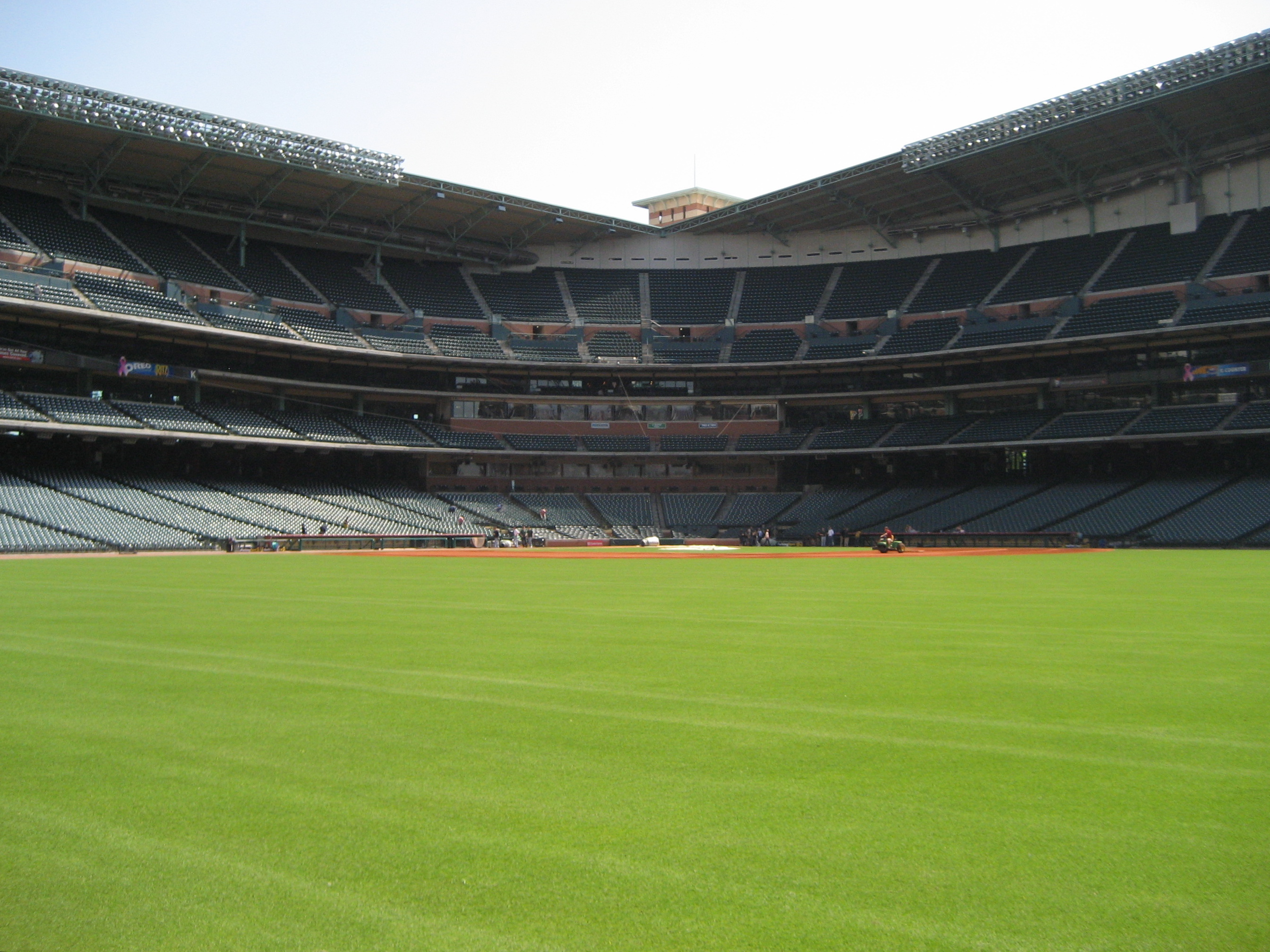
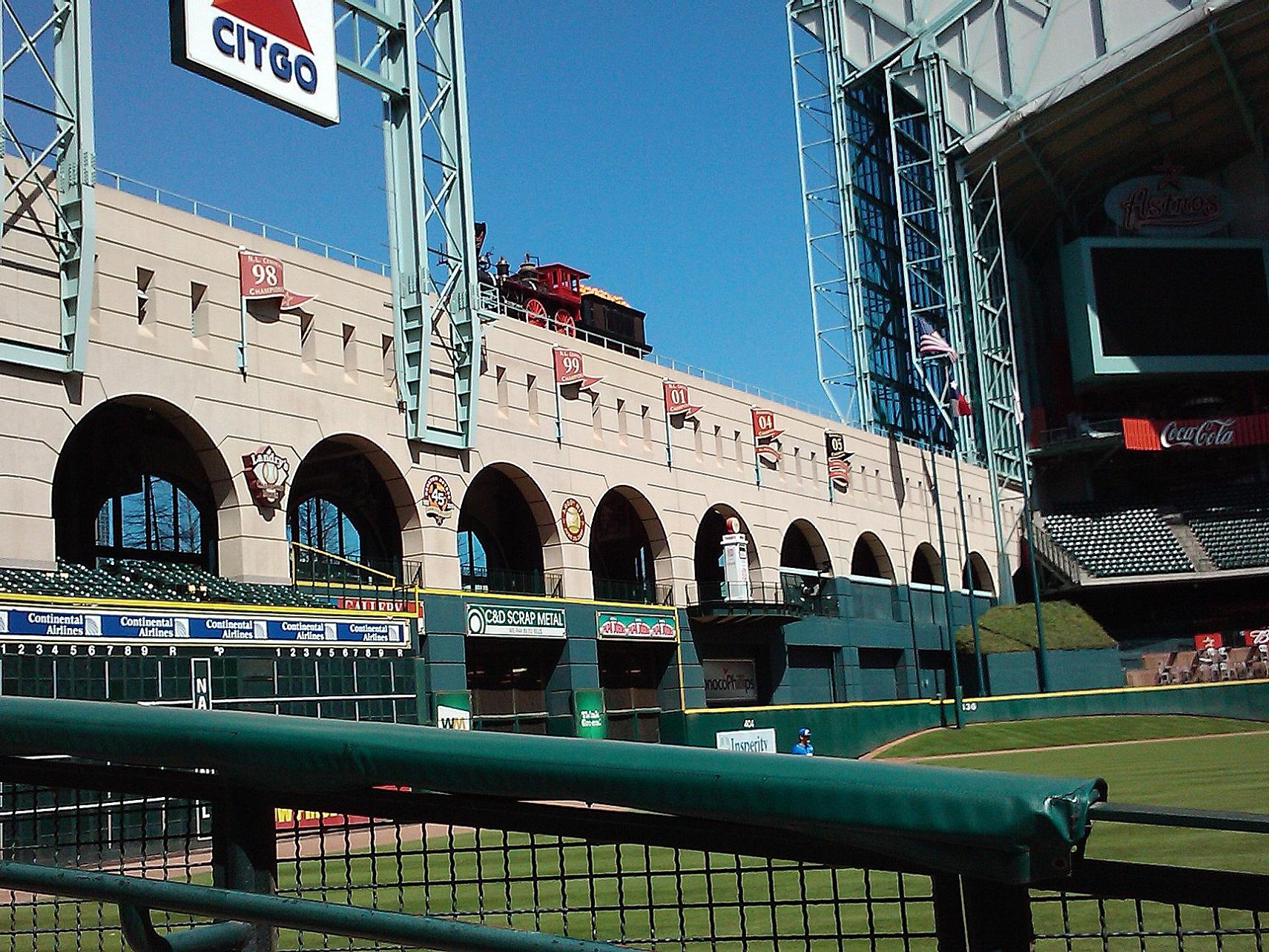